# جيل (ناشر)
جيل هي شركة نشر تعليمي يقعُ مقرها في فارمنغتون هيلز بِولاية ميشغان، غرب ديترويت. وهيَ قسمًا من سينغاغ مُنذ عام 2007.
تنشط الشركة، التي كانت تُعرف سابقًا باسم جيل روسيرش وجيل غروب في البحث والنشر التعليمي للمكتبات العامة والأكاديمية والمدرسية والشركات. تشتهر الشركة بقواعد بياناتها الخاصة بالمجلات والصحف ذات النص الكامل، وجيل وانفايل (المعروفة سابقًا باسم أنفوتراك)، وقواعد البيانات الأخرى عبر الإنترنت التي تشترك فيها المكتبات، بالإضافة إلى الأعمال المرجعية مُتعددة المجلدات، لا سيما في مجالات الدين والتاريخ والعلوم الاجتماعية.
أسسها فريدريك جيل روفنر جنيور في عام 1954. وقد استحوذت منظمة تومسون الدولية (وتُعرف حاليًا باسم شركة تومسون) على الشركة في عام 1985، قبل بيعها في عام 2007 إلى سينغاغ.